# Revolverheld
Revolverheld (engl. gunslinger, span. pistolero) ist die Bezeichnung für eine Person im Wilden Westen, die den Ruf hat, gut mit dem Revolver umgehen zu können.

## Der Ursprung des englischen Begriffs
Der entsprechende englische Begriff taucht dem Random House Historical Dictionary of American Slang zufolge zuerst im Jahre 1928 im Roman Whispering Range (dt. Flüsternde Prärie) von Ernest Haycox auf. Er wurde bald von weiteren Western-Autoren übernommen und entwickelte sich zu einem allgemein üblichen Begriff. In der Einleitung seines Romans The Shootist schreibt Glendon Swarthout, dass die Worte „gunslinger“ oder „gunfighter“ moderne Begriffe seien und die damals üblicheren Bezeichnungen „gunman“, „pistoleer“ oder „shootist“ lauteten. Bezüglich des Begriffs gunslinger hatte Swarthout recht. Die Bezeichnung gunfighter wurde jedoch bereits durch Bat Masterson in den von ihm geschriebenen Zeitungsartikeln über seine Erfahrungen im Wilden Westen verwendet.

## Anwendung des Begriffs
Der Begriff Held muss in diesem Fall nicht mit dem allgemeinen Verständnis eines Helden übereinstimmen. Es geht vornehmlich um die Bewunderung des Geschicks einer Person im Umgang mit der Waffe, die häufig zu einem Mythos wurde. Die Brutalität, die die Taten der Revolverhelden mit sich brachten, rückten dabei meistens in den Hintergrund. So entstanden Geschichten und Anekdoten um diese Personen, die oft umstritten und meistens nicht mehr nachweisbar sind.

## Entwicklung
Im beginnenden 19. Jahrhundert trieb es die Menschen in den Westen der USA, um neue Gebiete zu erschließen. Um sich gegen wilde Tiere und Banditen verteidigen zu können, wurde es bald üblich, dass man neben einem Gewehr auch eine kompaktere Faustfeuerwaffe mit sich trug. Nach der Weiterentwicklung des Revolvers durch Samuel Colt in den Jahren 1835 und 1836 und dessen erfolgreicher Massenproduktion in den 1840er bis 1860er Jahren waren bald viele der Westmänner mit einem Revolver ausgestattet.
Nach dem Sezessionskrieg gab es eine recht hohe Dichte an Revolvern bei der amerikanischen Bevölkerung. In dieser Zeit wurden einige Legenden bekannt: Wyatt Earp, Wild Bill Hickok, John Wesley Hardin oder Jesse James.
Während der Weidekriege in den 1870er und 1880er Jahren waren viele Männer als Angestellte einer Ranch in blutige Auseinandersetzungen um Weideflächen verwickelt. Entweder waren es jene, die im Auftrag töteten, oder Cowboys, die sich in diesen Wirren zu Verbrechern entwickelten. Ein gutes Beispiel ist hier Billy the Kid: Ursprünglich in den Weidekrieg von Lincoln County verwickelt, wurde er recht bald zu einem kaltblütigen Viehdieb und Mörder. Ein Revolverheld konnte also ein Gesetzloser, ein Bandit oder Mörder sein, der die weitestgehend unbesiedelten Flächen des Wilden Westens nutzte, um sich zu verstecken und von dort aus regelmäßig Überfälle auf die Bevölkerung zu verüben.
Diesen Verbrechern gegenüber standen die Männer des Gesetzes wie Pat Garrett und Wyatt Earp. Einige von ihnen vertraten das Gesetz rechtmäßig als Sheriff oder Marshall. Andere wiederum waren als Kopfgeldjäger tätig, deren Aufgabe es war, die Gesetzlosen zu stellen und sie entweder zu töten oder der Justiz zuzuführen. Diese Männer verteidigten das Gesetz auf eigene Faust (oder legten es selbst neu aus) entweder aus Rache oder aufgrund des eigenen Gerechtigkeitssinns, um somit Selbstjustiz zu üben (vgl. Vigilantismus).
Revolverhelden tauchten häufig im Zusammenhang mit dem Beruf des Cowboys auf, wobei die weitaus meisten Rinderhüter keine Kurzwaffen trugen, sondern nur ein Gewehr am Sattel. Der lange und harte Arbeitsalltag führte dazu, dass die Cowboys in den Städten ausgelassen feierten und schnell in gefährliche Situationen gerieten. Wenn Cowboys Kurzwaffen trugen, konnten sich dann auch Schießereien entwickeln.
Später entwickelten sich aus der Begeisterung um den Mythos des Revolverhelden Sportschützen, die vor Publikum ihr Können mit der Waffe vorführten. In den Wild-West-Filmen wird häufig ein falsches und dramatisiertes Bild des Revolverhelden gezeichnet.

## Das Tragen der Waffe
Grundsätzlich ist die Darstellung in Westernfilmen oder Westernromanen falsch, dass die Revolverhelden häufig ihre Waffe in einem Holster an einem tief an der Hüfte sitzenden Gürtel tragen, um so die Waffe schnell und in einer fließenden Bewegung zu ziehen.
Die Holster waren meist sehr schlicht gehalten. Manche hatten Aufnahmen für zusätzliche Patronen. Meist wurden sie auf normaler Gürtelhöhe getragen. Außerdem wurde von vielen auch der so genannte Cross Draw bevorzugt. Der Revolver wird mit dem Griff nach vorne auf der gegenüberliegenden Seite der Schusshand getragen. Ein Rechtshänder zieht die Waffe von links nach rechts aus dem Holster. Vorteil dieser Vorgehensweise war ein schnelles und sicheres Ziehen der Waffe, auch mit einem längeren Lauf. James Butler „Wild Bill“ Hickok trug seine Waffen auf diese Weise. Allerdings zog er seine Waffen – zwei gravierte Colt Mod. 1851 Navy mit Elfenbeingriffen – nicht im Cross Draw, sondern im Twist, d. h., die Schusshand wird mit der Außenfläche nach innen gedreht, die Hand sehr nah an den Körper zur Waffe auf der gleichen Körperseite geführt – also zwischen der Körperseite und dem Griff der Waffe, wobei der Ellenbogen sehr weit absteht – und durch eine Bewegung nach vorn, in der die Waffe gedreht wird, nach vorne gebracht, wobei gleichzeitig der Daumen auf den Hahn gelegt und die Waffe so auch zugleich gespannt wird. Vorteil dieser Methode war, dass man die Waffe auf Augenhöhe zum Zielen hatte. Das ist auch beim Cross Draw der Fall, nur kann man zwei Waffen sehr schwer gleichzeitig über Kreuz ziehen. Wild Bill Hickok hat jedoch des Öfteren beide Waffen gezogen. In den Westernfilmen aus den 1950ern und 1960ern tragen alle Mitwirkenden einen Peacemaker, den Colt Single Action Army. Diese Waffe, produziert ab 1873, war zwar sehr populär, hatte aber nicht die Verbreitung, wie man annehmen mag. Aufgrund des für die damalige Zeit hohen Preises benutzten viele der Revolverhelden ihre alten Perkussionsrevolver aus dem Bürgerkrieg. Manche ließen die Vorderladerrevolver auf Hinterlader umbauen (durchgebohrte Trommel, modifizierter Hammer, Entfernung der Ladepresse und Anbringen eines Hülsenausstoßers). Dies war noch weitaus billiger, als sich eine neue Waffe anzuschaffen. Oft wurde der rund 20 cm lange Lauf der alten Modelle gekürzt. Auch der Peacemaker von Colt, ursprünglich ausschließlich mit einer Lauflänge von 19 cm erhältlich, wurde später serienmäßig mit Läufen von 14 respektive 12 cm geliefert.
Natürlich sollte das Tragen des Revolvers bisweilen auffallen. Beispielsweise war Curly Bill Brocius, der Wyatt Earp das Leben schwer machte, ein Cowboy, der sich herauszuputzen wusste. Von ihm ist überliefert, dass er seine Revolver in einem Holster mit Silberverzierungen trug. Ebenso bemerkenswert war Jesse James, der bis zu sechs Revolver zugleich trug.
Nebst einem oder mehreren Revolvern gehörten oft Messer und manchmal Taschenpistolen (Deringer) sowie Gewehre für das Schießen auf weite Distanzen zur Ausstattung.

## Das Auftreten

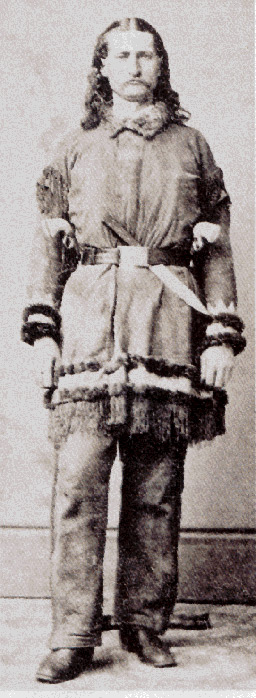
Wild Bill Hickok mit seinen zwei Navy Colts im Cross Draw

Was einen Revolverhelden prinzipiell von anderen Menschen zu jener Zeit unterschied, war die Bereitschaft, einen Konflikt mit der Waffe auszutragen, die Skrupellosigkeit jemanden zu töten, der geschickte Umgang mit der Waffe (schnelles Ziehen und auch noch Treffsicherheit) und ein gewisser Mythos, der sich um die Person aufbaute.
In Hollywood wird der Revolverheld oft sehr überzeichnet dargestellt, häufig im schwarzen Lederoutfit, was so ganz und gar nicht der Realität entspricht. Sicher gab es einige Leute, die durch gewisse Merkmale auffallen wollten, z. B. reich verzierte Holster oder edel verarbeitete Waffen (vernickelt mit Perlmuttgriffen), aber meist war es doch die damalige Mode, die das Aussehen bestimmte. Wild Bill und Wyatt Earp waren (in den späteren Jahren) zwei stets gut gekleidete Herren, meist mit dunklen Gehröcken bekleidet, und trugen teure Hüte. Anderen wieder wie z. B. Billy the Kid konnte man ihre Herkunft als Cowboy ansehen. Sie trugen meist funktionale Kleidung, die eher schmuddelig wirkte. Grundsätzlich ist aber zu sagen, dass ein Revolverheld aus jeder Gesellschaftsschicht kommen konnte, daher gibt es keinen Leitfaden oder „Uniformschema“, in das man diesen Menschenschlag einordnen konnte. Auch gab es kein besonderes Verhaltensmuster, wie oft dargestellt: wortkarg, rauchend, Einzelgänger.

## Die Schießereien
In der Realität liefen die Schießereien ganz anders ab, als wir es aus Filmen kennen. Es gilt, zwischen spontanen, aus Jähzorn heraus ausgetragenen Schießereien und wirklichen Duellen zu unterscheiden.
Bei den spontanen Schießereien z. B. in einem Saloon sprangen beide Kontrahenten auf, zogen ihre Waffen und feuerten aufeinander los. Im Gegensatz zu der Filmwelt, wo oft ganze Trommeln geleert wurden, bevor einer oder sogar beide Kontrahenten getroffen waren, war hier die Trefferquote sehr hoch, da diese sogenannten Shootouts in einem Abstand von weniger als zwei Metern ausgefochten wurden.
Klassische Duelle wie im Film gab es, aber unter ganz anderen Voraussetzungen. Hier standen die Kontrahenten nicht wie oft gezeigt 50 oder 100 Meter auseinander, der Abstand betrug oft nur wenige zehn Schritte (also knapp fünf Meter). Hier wurde oft mehr als ein Schuss abgegeben, bis ein Kontrahent getroffen war. Dies lag wesentlich an der geringen Genauigkeit der damaligen Revolver. Manchmal wurde auch keiner getroffen und der Streit galt trotzdem als beigelegt.
Es ist erwiesen, dass es einige sehr gute Schützen gab. Unter ihnen waren u. a. Jesse James, Cole Younger, Wild Bill Hickok und John Wesley Hardin. Abgesehen von Hardin, hatten diese „Helden“ jedoch viel weniger Tote auf dem Gewissen, als ihnen angedichtet wurden. Wild Bill tötete in seiner „Karriere“ nachweislich sieben Menschen. Die Geschichten und Legenden dichten ihm aber weit über 20 getötete Kontrahenten an. Wyatt Earp zog es in seiner Funktion als Marshal eher vor, seine Kontrahenten mit seinem Revolver k. o. zu schlagen, als eine Schießerei zu beginnen.

## Bekannte historische Revolverhelden
- Clay Allison (1840–1887)
- Butch Cassidy (1866–vermutlich 1908)
- Die Dalton-Brüder
- Billy the Kid (vermutlich 1859–1881)
- Wyatt Earp (1848–1929)
- Wild Bill Hickok (1837–1876)
- Doc Holliday (1851–1887)
- Jesse James (1847–1882)
- Bill Longley (1851–1878)
- Cole Younger (1844–1916)
- Bat Masterson (1853–1921)
- Johnny Ringo (1850–1882)
- Sundance Kid (1867–vermutlich 1908)
- Dallas Stoudenmire (1845–1882)